# 府城玉皇庙
35°32′47″N 112°56′12″E / 35.54639°N 112.93667°E
府城玉皇庙位于中国山西省晋城市泽州县金村镇府城村，1988年被列为第三批全国重点文物保护单位。
府城玉皇庙始建年代不详，隋朝时有祭拜三清的殿宇，北宋熙宁九年（1076年）扩建成玉皇庙，金泰和七年（1207年）重修，贞祐年间部分被毁，元至元元年（1335年）重建。庙坐北朝南，占地4000余平方米。主要建筑有山门、仪门、成汤殿、献亭、玉皇殿、东西配殿、二十八宿殿、十二辰殿、十三曜星殿、关帝殿、蚕神殿等，其中玉皇殿为北宋遗构，成汤殿建于金，余为元明清建筑。成汤殿面阔三间，进深三间，单檐悬山顶。玉皇殿面阔进深各三间，单檐悬山顶。各殿内有宋元明塑像三百余尊。

## 二十八宿殿
二十八宿殿位于玉皇庙第三进院西侧。府城玉皇庙，以元塑（也有观点是北宋）二十八宿著称于世。二十八星宿塑像将天体运行、经纬定位的28组赤道星座，与唐代五星家确定的28种动物，同金、木、水、火、土融合于人。从中心入殿便是以东方青龙第一宿角木蛟为中心，一左一右排开。
一般常认为彩塑作者是元代雕塑家刘元，但郑州大学美术学院魏小杰认为，作者刘銮和刘元并非同一人，雕塑是刘銮所作，而非刘元。

### 东方青龙七宿
| 位置   | 名称   | 塑像及其道教所言 | 图片 |
| ------ | ------ | --- | ---- |
| 第一宿 | 角木蛟 | 按道教所言，故受到召请时必会排在前列。龙角，乃斗杀之首冲，故多凶。角宿值日不非轻，祭祀婚姻事不成，埋葬若还逢此日，三年之内有灾惊。 2006年7月角木蛟头被盗，至今未被追回。现头部为后补。 |      |
| 第二宿 | 亢金龙 | 按道教所言，亢星性情温和，修道之人遇到可以得到它吉祥的祝福。有关护身神咒，念颂可以驱邪避凶。天罡亢龙，难尤七星，周游八方，紫气避凶，尽扫不祥，下授符印，谨拜表以。                     |      |
| 第三宿 | 氐土貉 | 按道教所言，修道之人遇到氐星往往能学得世上少见的奇术。 |      |
| 第四宿 | 房日兔 | 按道教所言，房星得日曜精华，形如兔，善腾飞。房星正气极盛，妖邪遇到必然遭到严惩。 |      |
| 第五宿 | 心月狐 | 按道教所言，供奉可以得到美好的姻缘。下列心星神咒，常人念诵可以驱除桃花煞：月宿取白芷，尊皇夏肾堂。秋兰得相佩，闲视必凶藏。锡得三千耀，名余心狐殇。内美修能助，春秋肇落棠。             |      |
| 第六宿 | 尾火虎 | 按道教所言，故多凶。尾宿之日不可求，一切兴工有犯仇，若是婚姻用此日，三年之内有悲哀。                                                                                                   |      |
| 第七宿 | 箕水豹 | 按道教所言，故多凶。箕宿值日害男女，官非口舌入门来，一切修造不用利，婚姻孤独守空房。                                                                                                   |      |

### 西方白虎七宿
| 第一宿 | 奎木狼 | 按道教所言，故奎宿多吉。 奎宿值日好安营，一切修造大吉昌，葬埋婚姻用此日，朝朝日日进田庄。 |  |
| 第二宿 | 娄金狗 | 按道教所言，故娄宿多吉。娄宿之星吉庆多，婚姻祭祀主荣华，开门放水用此日，三年之内主官班。  |  |
| 第三宿 | 胃土雉 | 按道教所言，故胃宿多吉。胃宿修造事亨通，祭祀婚姻贺有功，葬埋若还逢此日，田园五谷大登丰。  |  |
| 第四宿 | 昴日鸡 | 按道教所言，故昴宿多凶。昴宿值日有灾殃，凶多吉少不寻常，一切兴工多不利，朝朝日日有瘟伤。  |  |
| 第五宿 | 毕月乌 | 按道教所言，故毕宿多吉。毕宿造作主兴隆，祭祀开门吉庆多，一切修造主大旺，钱财牛马满山川。  |  |
| 第六宿 | 觜火猴 | 按道教所言，故觜宿多吉。觜宿值日主吉良，埋葬修造主荣昌，若是婚姻用此日，三年之内降麒麟。  |  |
| 第七宿 | 参水猿 | 按道教所言，故参宿多吉。参宿造作事兴隆，富贵荣华胜石崇，葬埋婚姻多吉庆，衣粮牛马满家中。  |  |

### 南方朱雀七宿
| 第一宿 | 井木犴 | 按道教所言，故井宿多凶。井宿值日事无通，凶多吉少有瘟灾，一切所求皆不利，钱财耗散百灾非                                   |  |
| 第二宿 | 鬼金羊 | 按道教所言，故多凶。鬼宿值日不非轻，一切所求事有惊，买卖求财都不利，家门灾祸散零丁                                       |  |
| 第三宿 | 柳土獐 | 按道教所言，故柳宿多吉。 柳宿修造主钱财，富贵双全入家来，葬埋婚姻用此日，多招福禄主荣昌                                  |  |
| 第四宿 | 星日马 | 按道教所言，故星宿多凶。星宿值日有悲哀，凶多吉少有横灾，一切兴工都不利，家门灾祸起重重。                                 |  |
| 第五宿 | 张月鹿 | 民间常有“开张大吉”等说法，按道教所言，故张宿多吉                                                                         |  |
| 第六宿 | 翼火蛇 | 按道教所言，翼宿多吉。翼宿值日主吉祥，年年进禄入门堂，一切兴工有利益，子孙富贵置田庄。                                   |  |
| 第七宿 | 轸水蚓 | 按道教所言，轸宿古称“天车”，“轸”有悲痛之意，故轸宿多凶。轸宿凶星不敢当，人离财散有消亡，葬埋婚姻皆不利，朝朝日日有惊慌。 |  |

### 北方玄武七宿
| 第一宿 | 斗木獬 | 按道教所言，斗星造作主招财，文武官员位鼎台，田宅财产千万进，坟茔修筑富贵来，开门放水招牛马，旺财男女主和谐，遇此吉星来呵护，时受福庆永无灾 。 |  |
| 第二宿 | 牛金牛 | 按道教所言，故牛宿多凶。 |  |
| 第三宿 | 女土蝠 | 按道教所言，故女宿多吉。女宿值日吉庆多，起造兴工事事昌，葬埋婚姻用此日，三年之内进田庄。                                                      |  |
| 第四宿 | 虚日鼠 | 按道教所言，故虚宿多吉。虚宿值日吉庆多，祭祀婚姻大吉昌，埋葬若还逢此日，一年之内进钱财。                                                      |  |
| 第五宿 | 危月燕 | 按道教所言，故此而得名“危”（战斗中，断后者常常有危险）。危者，高也，高而有险，故危宿多凶。                                                    |  |
| 第六宿 | 室火猪 | 按道教所言，故室宿多吉。室宿值日大吉利，婚姻祭祀主恩荣，葬埋苦还逢此日，三年必定进田庄。                                                      |  |
| 第七宿 | 壁水貐 | 按道教所言，故壁宿多吉。壁宿之星好利宜，祭祀兴工吉庆多，修造安门逢此日，三朝七日进钱财。                                                      |  |

## 保护
1988年1月13日，府城玉皇庙由中华人民共和国国务院公布为第三批全国重点文物保护单位，编号3-0113-3-061。

## 衍生
在游戏《黑神话悟空》中，出现了以亢金龙为原型的女性角色“亢金星君”，和小猴子变化的室火猪。